# 興光
興光（こうこう）は、南北朝時代の北魏において、文成帝の治世に使用された元号。454年7月 - 455年6月。

## 西暦・干支との対照表
| 興光 | 元年  | 2年   |
| 西暦 | 454年 | 455年 |
| 干支 | 甲午  | 乙未  |